# Aortastenose
Aortastenose (AS) eller rettere aortaklapstenose er en hjerteklapsygdom, hvor åbningen af aotaklappen er forsnævret. Aortaklappen er placeret mellem det venstre hjertekammer og aorta; den største arterie i kroppen, der er ansvarlig for at transportere alt det iltede blod ud i kredsløbet.
Aortastenose er den mest almindelige hjerteklapsygdom i den vestlige verden. Det skyldes ofte ”forkalkning” – eller samlinger af kalkaflejringer. Hjerteklapsygdom rammer 2-7 % af befolkningen over 65 år.

## Ætiologi
Aortastenose skyldes ofte aldersrelateret progressiv ”forkalkning” – eller samlinger af kalkaflejringer af aortaklappen (>50% af tilfældene) og dem, der rammes har en medianalder på 65-70 år. Andre årsager til aortastenose skyldes forkalkning af medfødt bikuspid aortaklap (30-40 % af tilfældene) og kronisk reumatisk hjertesygdom (færre end 10 % af tilfældene). Sjældne tilfælde af aortastenose inkluderer Fabrys sygdom (en), systemisk lupus erytematosus, Pagets sygdom, hyperuricemia (en) og infektion.
Normale aortaklapper har tre flige (Tricuspid (en)), men nogle individer er født med en aortaklap, som kun har to flige (Bicuspid (en)). Forkalkningen af en bikuspid aortaklap opstår tidligere end i en tricuspid klap, allerede i alderen 40-50 år mod 60-70 år.

## Patofysiologi
Den menneskelige aortaklap har et typisk åbning på 3-4 centimeter. Når den venstre ventrikel trækker sig sammen, presser det blodet gennem klappens åbning ind i aorta og derefter ud i resten af kroppen. Når den venstre ventrikel slapper af, lukker aortaklappen og forhindrer blodet i aorta fra at flyde tilbage til venstre ventrikel. Ved aortastenose bliver åbningen af aortaklappen snæver (stenose) og deformeret, hvilket normalt skyldes forkalkning.
Degenerativ aortastenose, som er den mest almindelige type, og bicuspid aortastenose begynder begge med skader på endothelcellerne fra den øgede mekaniske belastning. Inflammation menes at være involveret i de tidlige stadier af patogenesen af aortastenose, og dets associerede risikofaktorer er kendt for at fremme aflejringen af LDL-kolesterol og muligvis et yderst skadeligt stof kaldet lipoprotein (a) ind i aortaklappen. Over tid vil det føre til en øget inflammation og forkalkning, som over tid ultimativt vil resultere i signifikant skade og stenose. 
Som konsekvens af stenose, må den venstre ventrikel generere et større pres for hver sammentrækning for effektivt at kunne transportere blod gennem klappen og ind i aorta. I første omgang genererer den venstre ventrikel det øgede pres gennem en fortykkelse af de muskuløse vægge (myokardie hypertrofi). Den mest almindelige type af hypertrofi ved aortastenose er kendt som koncentrisk hypertrofi, hvor væggene af venstre ventrikel har (nogenlunde) samme fortykkelse.
I de senere faser, hvor venstre ventrikel udvider sig, vil væggen blive tyndere, og den systoliske funktion vil forværres (hvilket resulterer i en nedsat funktionsevne til at pumpe blodet fremad).

## Symptomer
Symptomer relateret til aortastenose afhænger af graden af stenose i hjerteklappen. Symptomer er oftest til stede hos personer med svær aortastenose, men de kan også forekomme hos personer med moderat aortastenose. De mest almindelige symptomer er åndenød, angina, træthed og synkope/præsynkope. Andre symptomer inkluderer hurtige eller irregulære hjerteslag og hjertebanken.
Efter symptomerne indtræder, har patienter med svær aortastenose en overlevelsesrate på kun 50 % efter to år og 20 % efter fem år uden en udskiftning af hjerteklappen.
Symptomer på aortasygdom bliver ofte fejlfortolket af patienter som ’normale’ tegn på aldring.[16] Mange patienter anslås for at være symptomfri i løbet af de første evalueringer, men ved nærmere undersøgelser udviser op til 37 % indikative symptomer. European Society of Cardiology (ESC) anbefaler, at der foretages en ”omhyggelig samtale for at identificere tilstedeværelsen af symptomer (funktionsdyspnø, angina, svimmelhed eller synkope), som er afgørende for en grundig patientbehandling, og som kan tage hensyn til den mulighed, at patienter kan fornægte symptomer, som ubevidst reducerer deres daglige aktiviteter.”
ESC-retningslinjer anbefaler også, at der udføres motionstests enten ved at måle blodtryk og vurdere symptomer ved motion på løbebånd eller ved at foretage ”ekkokardiografi ved anstrengelse, der kan give en prognostisk information ved svær aortastenose uden symptomer.”  Som sådan bør lægerne overveje disse diagnostiske redskaber, når de står over for en patient, hvor de har mistanke om asymptomatisk svær aortastenose.

### Udskiftning af hjerteklappen
European Society of Cardiology (ESC) siger, at “tidlig udskiftning af hjerteklappen anbefales på det kraftigste for alle patienter med svær symptomatisk aortastenose, der også er kandidater til kirurgi.” 
Mens åben hjertekirurgi (AVR) har været standardbehandling i flere årtier, findes der i dag flere metoder til udskiftning af hjerteklappen. Metoderne inkluderer kirurgisk udskiftning af hjerteklappen (AVR), minimal invasiv kirurgi (MICS) og minimal invasiv kateter-baseret (perkutan) implantation.
Det anbefales, at antibiotisk profylakse begrænses til dem med protetiske hjerteklapper, dem med tidligere episoder af endokarditis og dem med visse typer af medfødt hjertesygdom.

#### Kirurgisk udskiftning af hjerteklappen
En syg aortaklap bliver oftest udskiftet ved en kirurgisk procedure med enten en mekanisk eller biologisk klap. Proceduren bliver udført via enten åben hjertekirurgi eller – i et mindre omfang, men stigende antal tilfælde – ved minimal invasiv hjertekirurgi, en MICS-procedure.

#### Perkutan (transkateter) aortaklap-udskiftning
For patienter, som ikke er kandidater til kirurgisk udskiftning af hjerteklappen, kan en kateterbaseret hjerteklapimplantation være et passende alternativ. Ved valg af den optimale behandling for en patient, skal den perkutane (transkateter)-tilgang nøje afvejes mod de fremragende resultater, som opnås ved hjælp af konventionel kirurgi.
European Society of Cardiology (ESC) siger, at “en kateterbaseret hjerteklapimplantation (TAVI) er for patienter med svær aortastenose, som ikke er egnet til en åben hjerteoperation (AVR) – ud fra en vurdering af et ’hjerteteam’ – og som forventes at få forbedret deres livskvalitet og deres levetid med mere end et år, efter at have taget patientens komorbiditeter med i betragtning.” Endvidere bør ”TAVI overvejes for høj risiko-patienter med svær symptomatisk aortastenose, som måske stadig er egnet til kirurgi, men for hvem TAVI må betragtes at være en mere favorabel behandling baseret på den enkeltes risikoprofil og anatomi.” 

## Prognose
Ubehandlet svær symptomatisk aortastenose har en dårlig prognose med en dødelighed efter to år på 50-60 % og en overlevelsesrate efter tre år på mindre end 30 %.

## Epidemiologi
Ca. 2 % af personer over 65 år, 3 % af personer over 75, og 4 % af personer over 85 har aortastenose. Prævalensen er stigende i takt med den aldrende befolkning i Nordamerika og Europa. 